# Фолксваген Голф Спортсван
„Фолксваген Голф Спортсван“ (Volkswagen Golf Sportsvan) е модел малки MPV автомобили (сегмент M) на германската компания „Фолксваген“, произвеждан от 2014 до 2020 година.
Той наследява „Фолксваген Голф Плюс“ и е базиран на седмото поколение на средния автомобил „Фолксваген Голф“. Сглобява се в основния завод на „Фолксваген“ във Волфсбург, а от 2016 година – и във Фошан, Китай.